# Julien Cardy
Julien Cardy (Pau, 29 settembre 1981) è un ex calciatore francese, di ruolo centrocampista.

## Palmarès

### Club

#### Competizioni nazionali
- Coppa di Francia: 1

Guingamp: 2013-2014